# متلازمة ليجيوس
متلازمة ليجيوس (بالإنجليزية: Legius syndrome)‏ هي مرض وراثي وحالة تتميز بكونها تتكون على شكل بقع القهوة بالحليب. وقد وصفت لأول مرة في عام 2007، وغالبا ما تشخص خطأ على أنها ورم عصبي ليفي من النوع الأول. وهو ناتج عن طفرات في الجين (SPRED1 ) ومن المعروف أيضا باسم الورم العصبي الليفي نوع متلازمة شبيهة 1 ([نفلس]). سميت متلازمة ليجوس بهذا الاسم تيمنا بالفرنسي إرك ليجيوس البرفسور في جامعة لوفان الكاثوليكية.

## الأعراض
تقريبا تتميز الاعراض في متلازمة ليجيوس عند جميع المرضى في ظهور عددة بقع المعروفة بكافيه أو لي وهي كلمة فرنسية تعني بقع القهوة بالحليب. ويمكن أن تشمل أيضاً الأعراض التالية:
-النمش في الإبطين و/أو الفخذ.
-الشحمية.
-ضخامة الرأس.
-صعوبات في التعلم.
-فرط النشاط
-تأخر في النمو 
واغلب السمات المشتركة في الورم العصبي الليفي مثل - عقيدات ليش (Lisch nodule)، تشوهات العظام، والأورام الليفية العصبية، مسار البصرية الاورام الدبقية والخبيثة الطرفية.